# Martinsbrücke (Miltenberg)
Die Martinsbrücke ist eine Straßenbrücke in Miltenberg, die bei Flusskilometer 125,7 den Main im Kreuzungswinkel 76 gon überspannt. Sie überführt die Staatsstraße 2309. Das Bauwerk besitzt zwei Fahrstreifen sowie auf der Südwest-Seite (flussabwärts) einen Geh- und Radweg.

## Geschichte

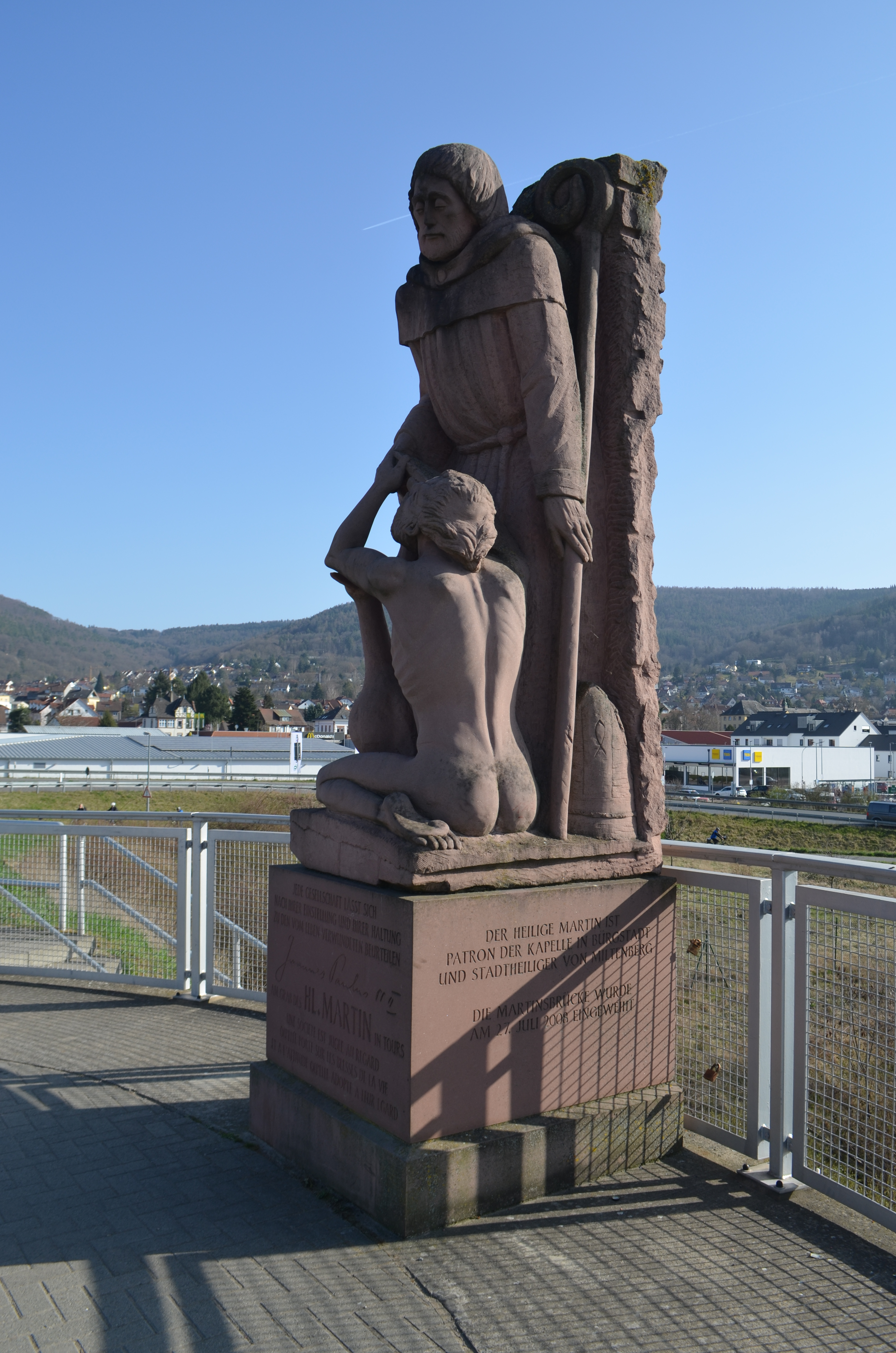
Figur St. Martin

Zur Entlastung der Alten Mainbrücke und der Miltenberger Ortsdurchfahrt entstand Mitte der 2000er Jahre die Martinsbrücke zwischen Miltenberg-Nord und Bürgstadt. Sie wurde am 27. Juli 2008 eröffnet. Über dem östlichen Widerlager steht auf einer Bastion eine Figur des Brückenheiligen und Namensgeber St. Martin. Die Statue wurde im Rahmen der Brückeneröffnung durch den Würzburger Bischof Friedhelm Hofmann gesegnet. Der Heilige Martin ist der Patron der Kapelle in Bürgstadt und Stadtheiliger von Miltenberg, das ihn als thronende Bischofsgestalt im alten Stadtwappen führt.
Die Mainbrücke entstand im Rahmen eines Projekts in öffentlich-privater Partnerschaft (PPP), das auf 4,8 Kilometer Länge die Verlegung der St 2309 bei Miltenberg umfasste. Die Gesamtkosten für die Ortsumfahrung betrugen etwa 50 Millionen Euro. Teile des Projekts waren neben der Martinsbrücke unter anderem ein 350 Meter langer Tunnel und zehn weitere kleinere und mittelgroße Brücken.

## Konstruktion
Die vierfeldrige Brücke überspannt am rechten Mainufer mit einer Öffnung einen Wirtschaftsweg und die Bahnstrecke Miltenberg–Wertheim, mit der Hauptöffnung den Main und am linken Mainufer mit einer Öffnung die Staatsstraße 2310. Ungefähr im rechten Winkel zum Bauwerk befindet sich am linken Mainufer außerdem eine 99 Meter lange Rampenbrücke als Auffahrt für den Straßenverkehr von Freudenberg kommend.
Die Martinsbrücke ist eine Spannbetonkonstruktion. Sie hat als Bauwerkssystem in Längsrichtung den Durchlaufträger. Die Stützweiten betragen 75 m, über dem Main 122,72 m, 94 m und 65 m, die Gesamtstützweite zwischen den Widerlagerachsen 365,72 m.
In Querrichtung ist der zwischen den Geländern 14,0 m breite Überbau als einzelliger Hohlkastenquerschnitt mit einer gevouteten Bauhöhe und senkrechten Stegen ausgebildet. In Feldmitte der Stromöffnung beträgt die Konstruktionshöhe 3,15 m, über den Strompfeilern 6,8 m. Die Vorspannung besteht in Längsrichtung aus internen und externen Spanngliedern. Die massiven Pfeiler und Widerlager weisen alle eine Verkleidung aus rotem Buntsandstein auf. Beidseitig sind Bastionen auf den Widerlagern und Brüstungen über den beiden Hauptpfeilern vorhanden.
Die Herstellung des Brückenabschnittes erfolgte im Vorland auf Lehrgerüst und über dem Main und der Bahnstrecke im Freivorbau. Die Pfeiler und das östliche Widerlager sind auf Bohrpfählen mit 1,5 Meter Durchmesser und einer Länge bis zu 12 Metern gegründet.